# ديروي
ديروي (بالنرويجية: Dyrøy)‏ هي بلدية في مقاطعة ترومس، النرويج. المركز الإداري للبلدية هي قرية بروستادبوتن. من بين القرى الأخرى في البلدية ديرويهامن، وإسبنيس، وهولم، وهوندستراند.

## المناخ
يظهر الجدول التالي التغييرات المناخية على مدار السنة لديروي:
| البيانات المناخية لـديروي                  | البيانات المناخية لـديروي | البيانات المناخية لـديروي | البيانات المناخية لـديروي | البيانات المناخية لـديروي | البيانات المناخية لـديروي | البيانات المناخية لـديروي | البيانات المناخية لـديروي | البيانات المناخية لـديروي | البيانات المناخية لـديروي | البيانات المناخية لـديروي | البيانات المناخية لـديروي | البيانات المناخية لـديروي | البيانات المناخية لـديروي |
| الشهر                                      | يناير                     | فبراير                    | مارس                      | أبريل                     | مايو                      | يونيو                     | يوليو                     | أغسطس                     | سبتمبر                    | أكتوبر                    | نوفمبر                    | ديسمبر                    | المعدل السنوي             |
| ------------------------------------------ | ------------------------- | ------------------------- | ------------------------- | ------------------------- | ------------------------- | ------------------------- | ------------------------- | ------------------------- | ------------------------- | ------------------------- | ------------------------- | ------------------------- | ------------------------- |
| المتوسط اليومي °م (°ف)                     | −4.1 (24.6)               | −3.9 (25.0)               | −2.1 (28.2)               | 1.1 (34.0)                | 5.6 (42.1)                | 10.0 (50.0)               | 12.4 (54.3)               | 11.6 (52.9)               | 7.6 (45.7)                | 3.5 (38.3)                | −0.6 (30.9)               | −2.9 (26.8)               | 3.2 (37.8)                |
| الهطول مم (إنش)                            | 101 (4.0)                 | 94 (3.7)                  | 73 (2.9)                  | 63 (2.5)                  | 47 (1.9)                  | 57 (2.2)                  | 70 (2.8)                  | 78 (3.1)                  | 101 (4.0)                 | 135 (5.3)                 | 111 (4.4)                 | 110 (4.3)                 | 1٬040 (40.9)              |
| المصدر: Norwegian Meteorological Institute |                           |                           |                           |                           |                           |                           |                           |                           |                           |                           |                           |                           |                           |